# Dowrbeh
Dowrbeh (persiska: دوربه) är en ort i Iran.   Den ligger i provinsen Västazarbaijan, i den nordvästra delen av landet, 600 km väster om huvudstaden Teheran. Dowrbeh ligger 1 894 meter över havet och antalet invånare är 413.
Terrängen runt Dowrbeh är kuperad. Runt Dowrbeh är det ganska tätbefolkat, med 108 invånare per kvadratkilometer. Närmaste större samhälle är Oshnavīyeh, 13,0 km sydväst om Dowrbeh. Trakten runt Dowrbeh består i huvudsak av gräsmarker.